# Starting Over (sumikaの曲)
『Starting Over』（スターティング オーバー）は、日本のロックバンド、sumikaのメジャー9枚目、通算14枚目となるシングル。
2023年6月7日に、ソニー・ミュージックレコーズから発売された。

## 解説
CDシングル「Glitter」から約1年ぶりのリリース。
メンバーの黒田の死去後、3人体制となって初の新曲となった。
表題曲は、テレビアニメ『MIX MEISEI STORY ～二度目の夏、空の向こうへ～』のオープニングテーマとして書き下ろされ、2023年4月22日に先行配信された。

## 収録曲

### Disc1
1. Starting Over
  - 作詞・作曲は片岡健太、編曲はトオミヨウ & sumika
  - 読売テレビ制作・日本テレビ系テレビアニメ『MIX MEISEI STORY ～二度目の夏、空の向こうへ～』オープニングテーマ
  - MVには黒田が過去に組んでいたバンド『White Crow』のメンバーだった石井浩平が出演している。
2. Starting Over (Instrumental)

### Disc2 (初回限定盤)
- sumika Film #13 sumika Live Tour 2022-2023 『Ten to Ten』 - 2023.02.19 at 日本ガイシホール (NAGOYA)[5]

1. New World
2. Glitter
3. ふっかつのじゅもん
4. 何者
5. lovers
6. 1.2.3..4.5.6
7. Porter
8. イコール
9. いいのに
10. 透明
11. 知らない誰か (sumika [camp session])
12. 春風 (sumika [camp session])
13. ファンファーレ
14. ソーダ
15. Flower
16. The Flag Song
17. イナヅマ
18. Shake & Shake
19. Lost Found.
20. 言葉と心
21. フィクション
22. 雨天決行
23. 「伝言歌」

## 参加ミュージシャン
・Vocal, Acoustic Guitar & Electric Guitar: 片岡健太
・Drums: 荒井智之
・Electric Guitar & Chorus: 黒田隼之介
・Piano & Chorus: 小川貴之
・Bass: 須藤優 (XIIX)
・Strings: 吉田宇宙ストリングス
・Violin: 吉田宇宙, 白澤美佳, 島田光理, 島内晶子
・Viola: 菊地幹代, 大辻ひろの
・Cello: 林田順平, 水野由紀
・Chorus & Choir: おかのやともか
・Chorus: PLUS Unison. (杉本良太, るーか, 石橋かのん)

《DISC 2 (BD)》
sumika
・片岡健太
・荒井智之
・黒田隼之介
・小川貴之
GUEST MUSICIAN
・Bass: 須藤優 (XIIX)
・Synthesizer: George (MOP of HEAD)
・Chorus & Percussion: 岩村乃菜